# Nicole Jana
Nicole Jana (* 1979 in Fulda) ist eine deutsche bildende Künstlerin, ihre Werke bestehen aus dreidimensionaler Malerei und plastischen Zeichnungen.

## Leben
Nicole Jana wechselte nach dem Studium der Kunstgeschichte und Philosophie in Frankfurt am Main 1999 zur Kunsthochschule Kassel. Dort studierte sie Visuelle Kommunikation und Freie Kunst bei Rolf Lobeck, Urs Lüthi und Alf Schuler, 2007/08 als Meisterschülerin. Seit 2008 lebt  sie in Berlin.

## Werk
Das künstlerische Werk von Nicole Jana ist geprägt von der Malerei. Bestimmt vom malerischen Prozess setzt sie sich in ihrem Werk mit der Darstellung gedanklicher Architektur auseinander. In ihren plastischen Arbeiten macht sie die Leinwand zur Skulptur. Zwischen Abstraktion und Gegenständlichkeit markiert Nicole Jana einen eigenständigen Weg.

## Ausstellungen (Auswahl)
Jana ist mit einigen Werken in der Artothek in Kassel  vertretenen.
- 2011 Vielfach Verortet – 36. Jahresausstellung der Darmstädter Sezession, Sonderschau Nicole Jana im Designhaus (Mathildenhöhe)
- 2011 KUNSTBOX 2011, Thema Skulptur+Objekt, Kulturort Depot,  Dortmund
- 2010 Wir haben Ausstellung 02, Berlin

## Auszeichnungen
- 2008 erhielt sie den Birgitt-Bolsmann-Preis für Malerei,
- 2009 den Kasseler Kunstpreis und den Preis für junge Künstler der Darmstädter Sezession.